# Bouarfa
Bouaarfa là một đô thị thuộc tỉnh Blida, Algérie. Dân số thời điểm năm 2002 là 30.258 người.